# Kastanjepuree

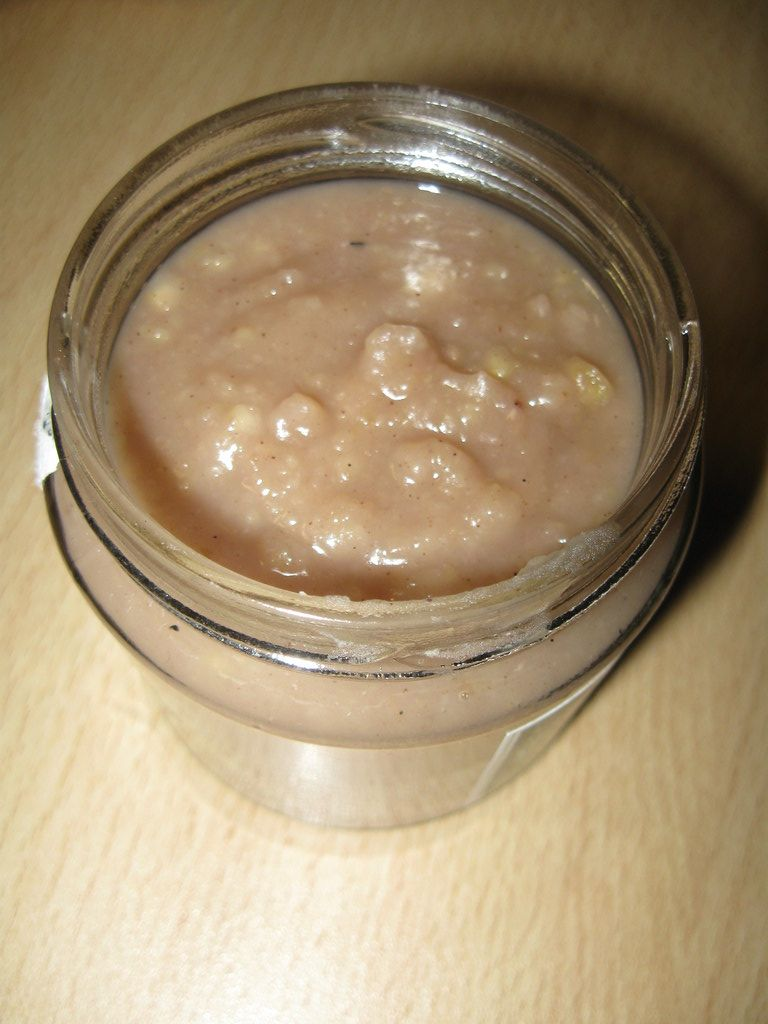
Kastanjepuree

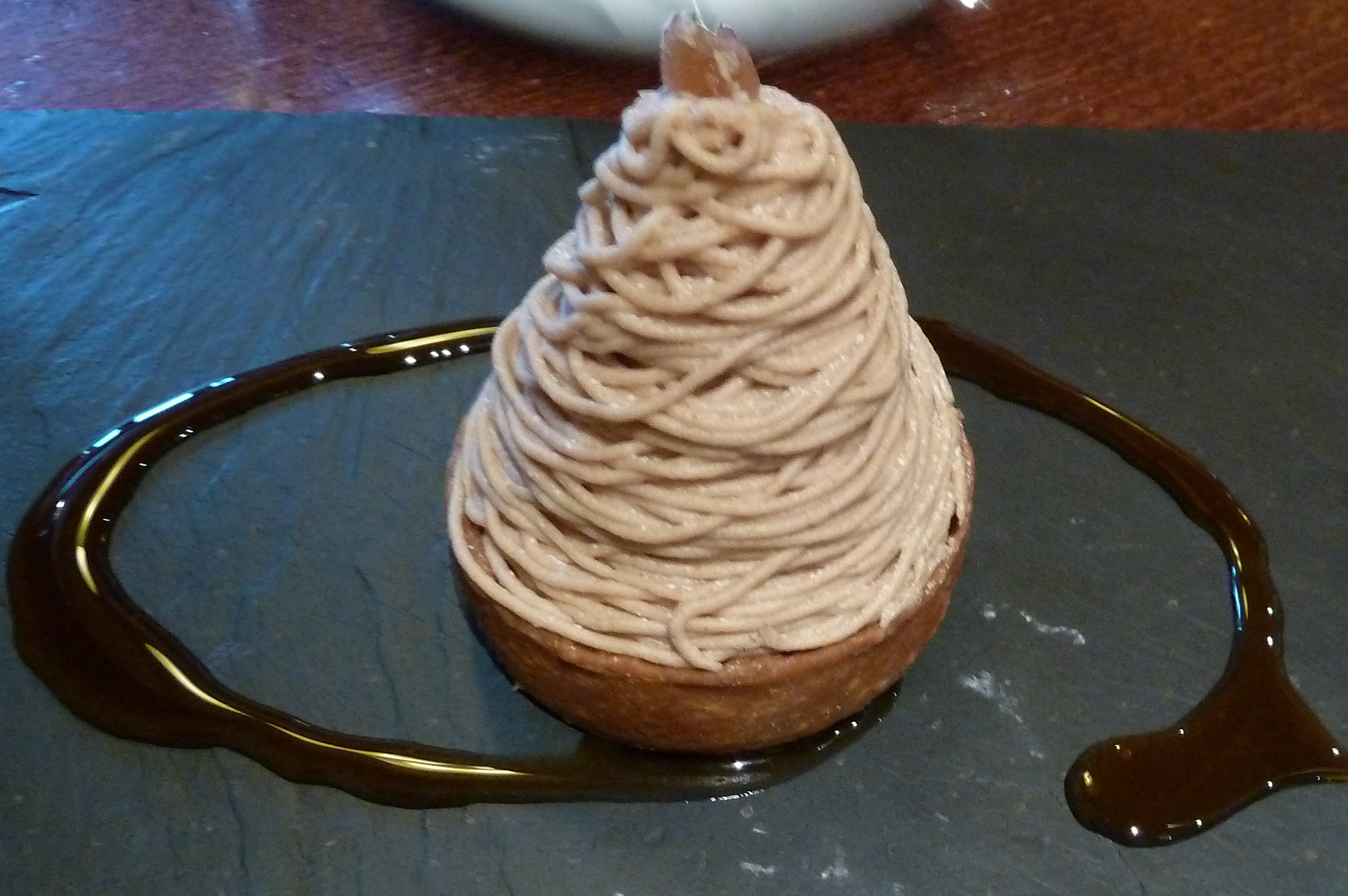
Het Franse nagerecht Mont Blanc, dat kastanjepuree bevat

Kastanjepuree is een voedingsproduct dat wordt vervaardigd uit tamme kastanjes en suiker. Deze confituur wordt in een richtlijn van de Europese Unie kastanjepasta genoemd. Deze richtlijn definieert kastanjepasta als: het op de geschikte consistentie gebrachte mengsel van water, suikers en ten minste 380 g kastanjemoes (van Castanea sativa) per 1000 g eindproduct.
De aan kastanjepuree verwante kastanjemarmelade wordt traditioneel gemaakt van kastanjes, honing en veeltijds een klein aantal kersen. Volgens de EU-richtlijn mag echter sinds 1982 het begrip marmelade uitsluitend nog worden gebruikt voor producten van citrusvruchten.

## Toepassing
In Frankrijk ligt de oorsprong van kastanjepuree in de Ardèche, waar het verkocht wordt onder de naam crème de marrons. Zowel in Frankrijk als Italië is kastanjepuree een klassieke garnering bij vleesgerechten. Deze puree wordt behalve als broodbeleg ook gebruikt als vulling voor gevogelte, gecombineerd met gehakt, groenten en kruiden. 
Samen met zanddeeg en slagroom is crème de marrons een ingrediënt van het Franse dessert ´Mont Blanc´. In Hongarije wordt kastanjepuree (gesztenyepüré) eveneens verwerkt in nagerechten.